# ايفون ماريا شايفر
ايفون ماريا شايفر (بالألمانية: Yvonne Schäfer)‏ هي منتجة أفلام وعارضة وممثلة ألمانية، ولدت في 28 سبتمبر 1975 بفرانكفورت في ألمانيا.

## وصلات خارجية
- ايفون ماريا شايفر على موقع IMDb (الإنجليزية)
- ايفون ماريا شايفر على موقع ألو سيني (الفرنسية)
- ايفون ماريا شايفر على موقع قاعدة بيانات الفيلم (الإنجليزية)
- ايفون ماريا شايفر على موقع كينوبويسك (الروسية)